# Hiroshi Kobayashi
Hiroshi Kobayashi (født 17. marts 1959) er en tidligere japansk fodboldspiller og træner.
Han har spillet for flere forskellige klubber i sin karriere, herunder Furukawa Electric.
Han har tidligere trænet ALO's Hokuriku, Kawasaki Frontale og Mito HollyHock.